# Donja Mutnica
Donja Mutnica (en serbe cyrillique : Доња Мутница) est un village de Serbie situé dans la municipalité de Paraćin, district de Pomoravlje. Au recensement de 2011, il comptait 922 habitants.

## Démographie

### Évolution historique de la population
| 1948  | 1953  | 1961  | 1971  | 1981  | 1991  | 2002  | 2011 |
| ----- | ----- | ----- | ----- | ----- | ----- | ----- | ---- |
| 1 745 | 1 783 | 1 758 | 1 629 | 1 503 | 1 373 | 1 051 | 922  |

|  |